# شون فورمان
شون فورمان (بالإنجليزية: Sean Foreman)‏ هو كاتب أغاني أمريكي، ولد في 27 أغسطس 1985 في بولدر في الولايات المتحدة.

## وصلات خارجية
- شون فورمان على موقع ميوزك برينز (الإنجليزية)
- شون فورمان على موقع أول ميوزيك (الإنجليزية)
- شون فورمان على موقع ديسكوغز (الإنجليزية)